# Stensholt Bay
Die Stensholt Bay ist eine Bucht am Südende Südgeorgiens im Südatlantik. Sie liegt zwischen Green Island und der Smaaland Cove.
Das UK Antarctic Place-Names Committee benannte sie 2009. Namensgeber ist Carl Gustav Stensholt (1882–≈1963), Kapitän des für den Walfang ausgestatteten Segelschiffs Derwent, auf dem Stensholts Sohn 1915 im Ocean Harbour geboren wurde.